# Antikörper gegen citrullinierte Proteine
Antikörper gegen citrullinierte Proteine (engl. anti citrullinated protein antibodies, daher kurz: ACPAs) sind Autoantikörper (Antikörper gegen Bestandteile des eigenen Körpers), die bei Patienten mit rheumatoider Arthritis (RA) auftreten. In neuerer Zeit haben die Testsysteme zum serologischen Nachweis der ACPAs die klassische Serodiagnostik über die Rheumafaktoren entscheidend verbessert. Prominenteste Vertreter der ACPA-Testsysteme sind der Nachweis von Autoantikörpern gegen mutiertes citrulliniertes Vimentin (Anti-MCV-ELISA) und der CCP-Assay (Cyclic Citrullinated Peptides). 
Beide erreichen Sensitivitäten von nahezu 80 % und Spezifitäten von nahezu 98 %.

## Grundlagen
Die Entdeckung und Identifizierung von citrullinierten Autoantigenen Mitte der 1970er Jahre war eine deutliche Verbesserung der serologischen RA-Diagnostik. Ausgangspunkt war die Entdeckung so genannter Anti-Keratin-Antikörper (AKA) und die Beobachtung, dass der Nachweis dieser Autoantikörper hochspezifisch für die serologische Diagnostik der rheumatoiden Arthritis ist.
Als Zielantigen wurde Fillagrin ausgemacht, ein Strukturprotein, das ausschließlich von keratinproduzierenden Epithelzellen gebildet wird. Weitere Untersuchungen zeigten, dass die AKA ausschließlich an das citrullinierte Fillagrin binden und nicht an das ursprüngliche (nicht-citrullinierte) Protein.
Die Citrullinierung von Proteinen ist ein physiologischer (d. h. natürlicherweise im Körper ablaufender) Prozess; sie erfolgt enzymatisch durch die Desaminierung der Aminosäure Arginin zur Aminosäure Citrullin. Durch die Citrullinierung verändert sich die Ladung des Moleküls, was eine Veränderung der dreidimensionalen Struktur und der antigenen Eigenschaft des Proteins zur Folge hat. In der Folge wird das citrullinierte, veränderte körpereigene Protein vom Immunsystem als körperfremd angesehen. Es kommt zur Bildung autoreaktiver („gegen sich selbst gerichtet“) Antikörper, die das eigene Gewebe attackieren und eine Entzündungsreaktion in Gang bringen. Folge ist eine autoimmune Erkrankung.

## Bedeutung
Für bestimmte ACPAs ist ein Zusammenhang zwischen dem Antikörper-Titer (die „Konzentration“ der Autoantikörper im Blutserum) und der Krankheitsaktivität belegt, was sie für den behandelnden Rheumatologen zu einem guten Werkzeug für die Prognose der Erkrankung und zu einer guten Basis für die individuelle Therapieentscheidung macht.
ACPA sind neben ihrer Bedeutung für die frühe Diagnose auch wichtig für die Prognose von Gelenkschädigungen bei rheumatoider Arthritis. Bei Patienten mit dieser Erkrankung und positivem ACPA-Befund schreitet im Allgemeinen die Zerstörung der Gelenke schneller voran als bei Patienten mit rheumatoider Arthritis ohne ACPA.

## Historisches
Nachdem bekannt war, dass die Citrullinreste die eigentlichen Angriffsstellen für die Antikörper sind, wurde ein erster kommerzieller Nachweistest für die RA-Diagnostik mit künstlich hergestellten Peptiden entwickelt. Zum Einsatz kamen hierbei synthetische citrullinierte Peptidfragmente, deren Enden zu kleinen Peptidringen zusammengefügt wurden. Diese künstlich erzeugten zyklischen citrullinierten Peptide bilden die Basis der so genannten anti-CCP-Tests, die noch immer in der Routine für die Diagnose von rheumatoider Arthritis verwendet werden.
Die guten diagnostischen Eigenschaften des Anti-Citrullin-Nachweises werden zunehmend auch für den Nachweis von Antikörpern gegen citrullinierte Proteine genutzt, die nicht künstlich, sondern in vivo, also im menschlichen Körper erzeugt, synthetisiert und auch citrulliniert werden. Man nimmt heute an, dass die Citrullinierung ein wesentlicher Teil der Pathogenese (Krankheitsentstehung) der rheumatoiden Arthritis ist.
So ist etwa für den Nachweis von Antikörpern gegen citrulliniertes Fibrin eine hohe Spezifität und Sensitivität für die Diagnostik der frühen rheumatoiden Arthritis belegt, wobei die diagnostische Leitungsfähigkeit (Sensitivität ca. 75 %, Spezifität ca. 98 %) dieser Tests ähnlich der des anti-CCP-Nachweises ist. Gleiches wurde auch für den Anti-Fibrinogen-Nachweis bei früher RA gezeigt sowie für den Nachweis von Antikörpern gegen alpha-Enolase. Auch der Nachweis von Antikörpern gegen mutiertes citrulliniertes Vimentin ist inzwischen als hochspezifischer serologischer Nachweis für Prognose und Diagnostik gerade der Frühformen der rheumatoiden Arthritis anerkannt.